# توماس بي. ويلسون
توماس بي. ويلسون (بالإنجليزية: Thomas B. Wilson)‏ هو سياسي أمريكي، ولد في 12 ديسمبر 1852، وتوفي في 11 يناير 1929. حزبياً، نشط في الحزب الجمهوري. وقد انتخب عضو جمعية ولاية نيويورك وانتخب عضو مجلس ولاية نيويورك.